# 2.000 lire

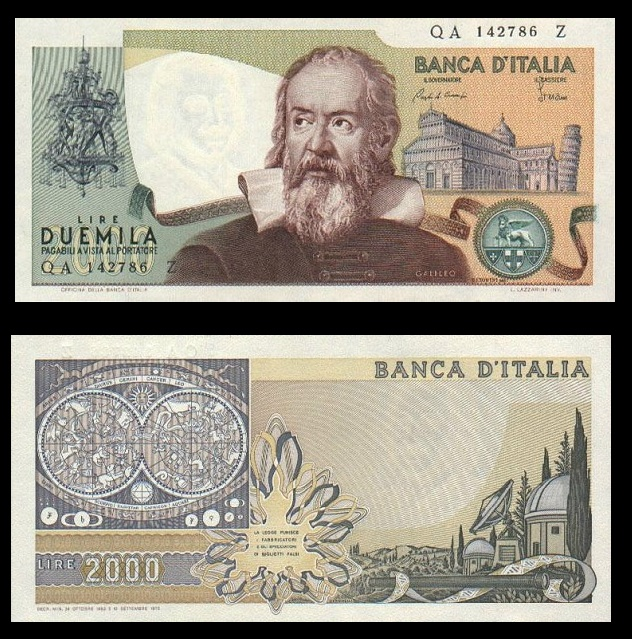
La banconota da 2.000 lire, detta Galileo, emessa dal 1973 al 1983.

La banconota da 2000 lire è stata uno dei tagli di cartamoneta circolante in Italia prima dell'introduzione dell'euro.

## Prima serie: Galileo
La prima versione fu emessa dal 1973 al 1983, ed aveva come tema "l'osservazione del cielo". Fu incisa da Trento Cionini. Sul verso si vede il Duomo e la Torre di Pisa, sul retro la cupola del telescopio "Amici" dell'INAF-Osservatorio di Arcetri, e una parabola per l'osservazione nella banda delle onde radio da tempo dismessa.

## Seconda serie: Marconi

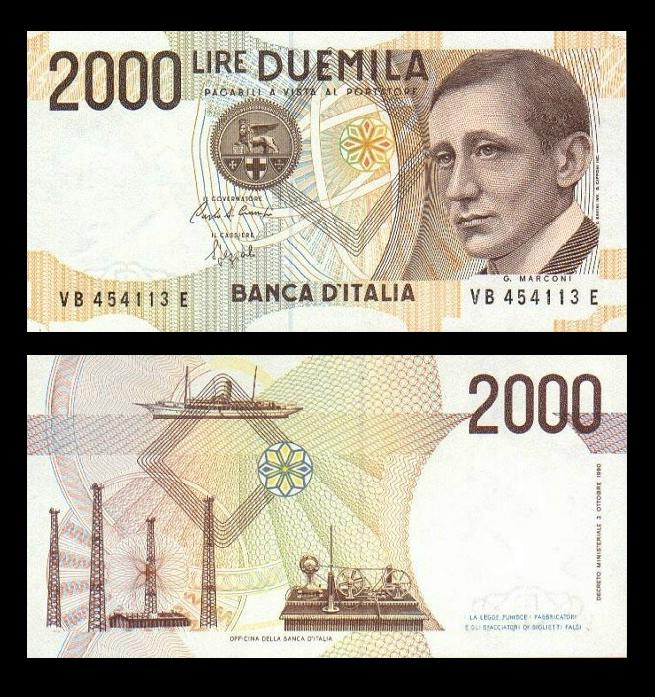
La banconota da 2.000 lire, detta Marconi, emessa dal 1990 al 1992.

La seconda versione, emessa dal 1990 al 1992, ritrae la fisionomia di Guglielmo Marconi. Nel rovescio la nave degli esperimenti "Elettra", antenne e apparecchio radio. S. Savini fece il bozzetto, G. Capponi incise.